# Дом Филлигст
Дом Филлигст (нем. Haus Villigst) — бывшая усадьба в одноименном районе рурского города Шверте (земля Северный Рейн-Вестфалия), впервые упоминающаяся в документах за 1170 год: около 1300 года в ней проживал Соббо де Свирте (ум. 1322); сегодня в здании размещается Евангелический учебный союз Филлигст и Евангелическая академия Филлигст; является памятником архитектуры.